# New Yorks domstolsväsen

Sigill för delstaten New Yorks domstolar.

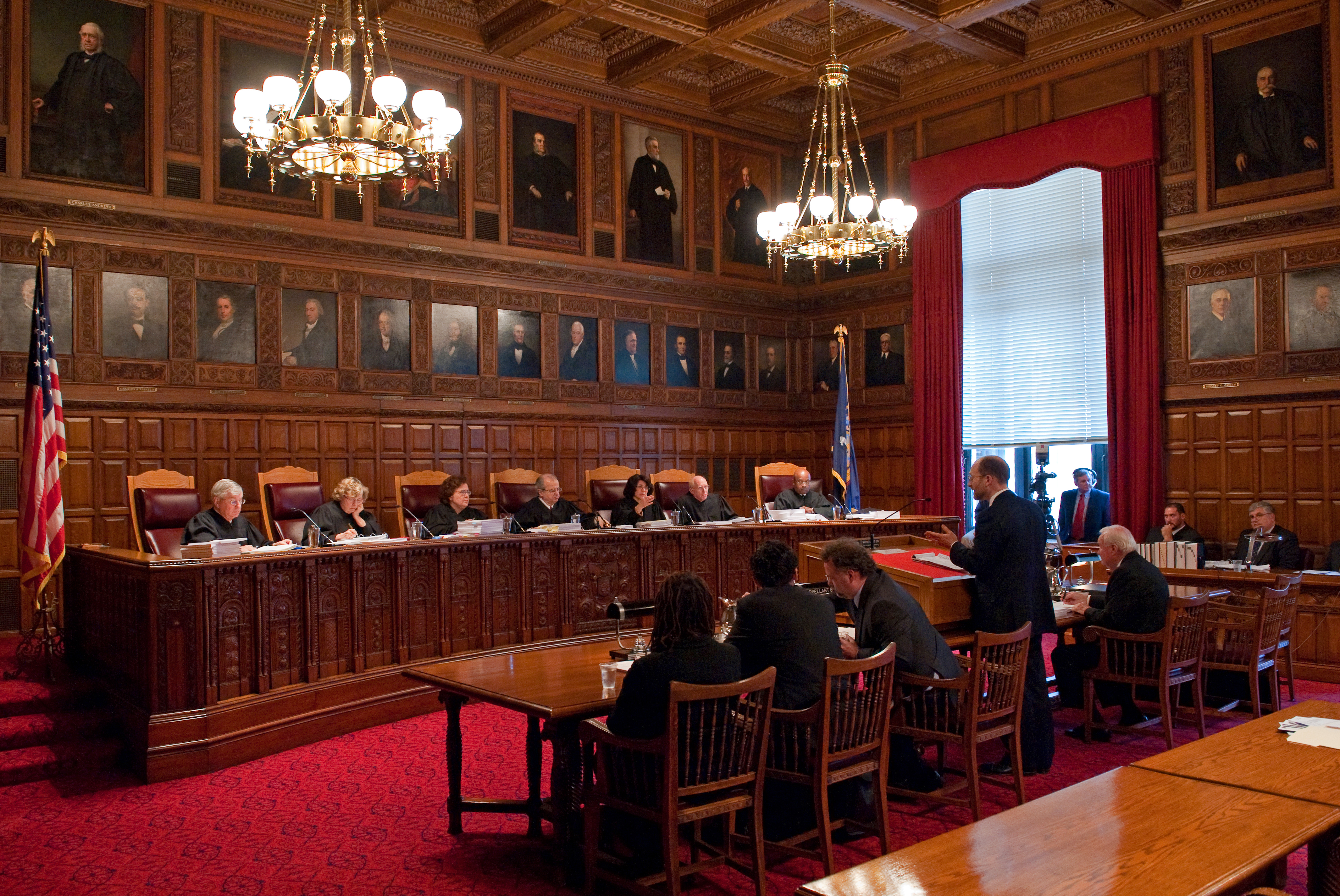
Muntlig förhandlig i New York Court of Appeals, delstaten New Yorks högsta rättsliga instans.

New Yorks domstolsväsen (engelska: New York State Unified Court System) är de delstatliga domstolar som utgör den dömande makten i delstatsstyret i delstaten New York. Domstolarna härleder sina befogenheter från artikel VI i delstaten New Yorks konstitution.

## Översikt

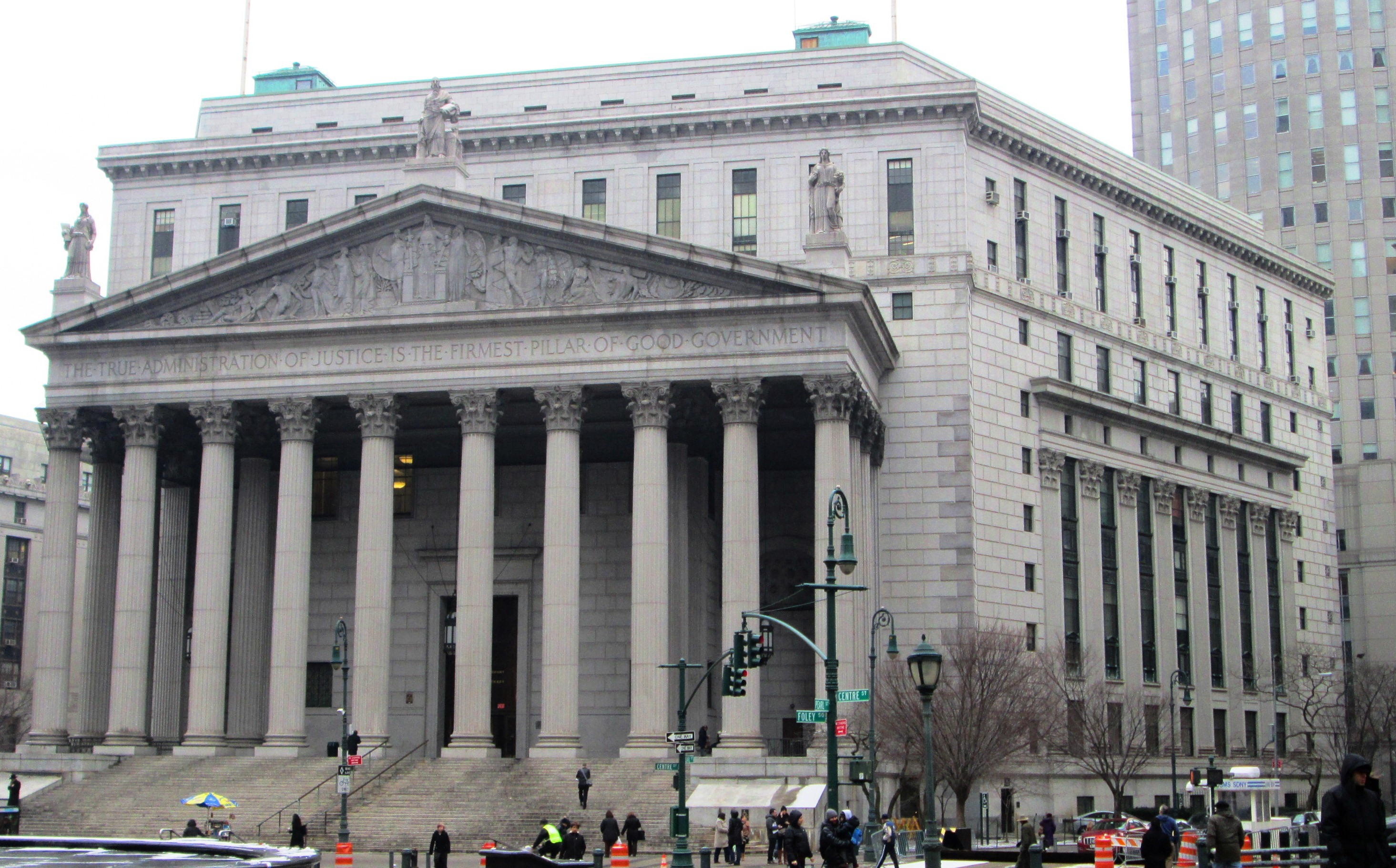
New York County Courthouse på Manhattan.

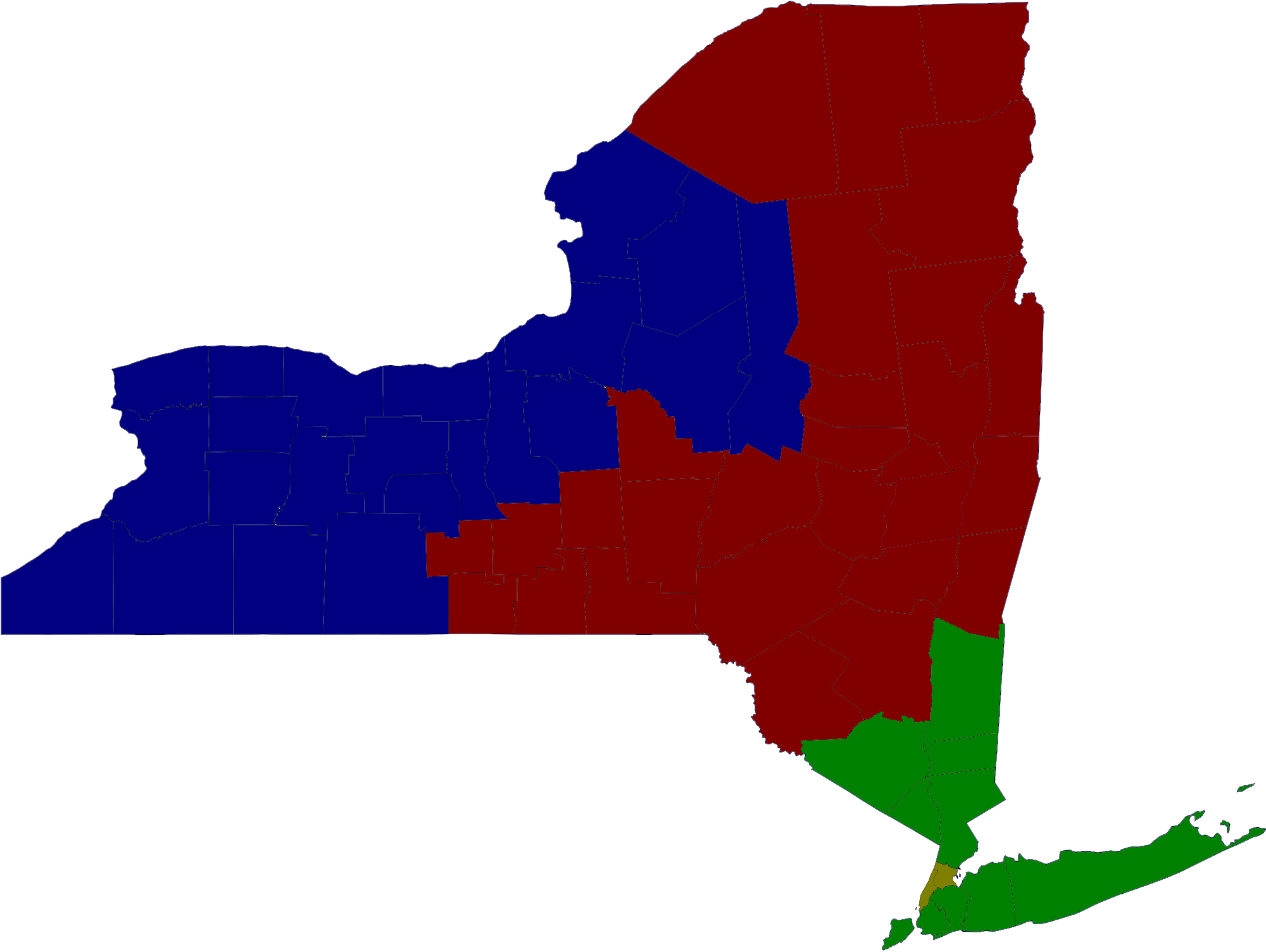
De fyra distrikten för New York Supreme Court, Appellate Division.

New York State Supreme Court är första instans (engelska: trial court) i civilrättsliga mål (för värden överstigande 25 000 amerikanska dollar) över hela delstaten samt för brottmål i staden New York (allvarligare brott benämnda som feloni). Utanför staden New York är det respektive County Court i övriga 57 countyn som är första instans i brottmål.
I staden New York går civilrättsliga mål för mindre värden (understigande 25 000 dollar) till Civil Court of the City of New York, och mindre allvarliga brottmål till Criminal Court of the City of New York. Vid den senare sker även den inledande domstolsförhandlingen (engelska: arraignment) i mer allvarliga brottmål, där den tilltalade redogör sin inställning (skyldig eller oskyldig) samt där domaren bestämmer ifall borgen ska sättas eller inte.
Särskilda domstolar finns för familjerättsliga mål (Family Court) och uttolkning av testamenten och avlidnas egendom (Surrogate's Court). Dessutom finns en domstol för den som kräver skadestånd eller andra ersättningsanspråk från delstaten (Court of Claims).

### Överklaganden
New York Supreme Court, Appellate Division är delstatens primära appellationsdomstol i brottmål och civilrättsliga mål och indelad i fyra geografiska distrikt. Mindre allvarliga brottmål från första och andra distriktet går till New York Supreme Court, Appellate Term.
New York Court of Appeals i Albany är delstatens högsta rättsliga instans, och det är dit mål som överklagas från New York Supreme Court, Appellate Division slutligen kan hamna, ifall domstolen väljer att ta upp målet i fråga. Frågor som gäller tolkning om en lags giltighet (engelska: validity of a statutory provision) överklagas dock direkt vidare från avgörande i första instans till New York Court of Appeals.
Rättsfall som berör USA:s konstitution kan efter avgörande i delstatens högsta rättsliga instans tas upp av USA:s högsta domstol, men sådana rättsfall är ovanliga.